# Narsarmijit
Narsarmijit (Deens: Frederiksdal), ook bekend als Narsaq Kujalleq, is een middelgroot dorp in de gemeente Kujalleq in Groenland. In 2007 telde het dorp 125 inwoners.
De plaats werd in 1824 gesticht als missiestation, ligt circa 50 kilometer van Kaap Vaarwel en is oorspronkelijk vernoemd naar de Deense koning Frederik VI.